# Lúcio
Lúcio, właśc. Lucimar da Silva Ferreira (ur. 8 maja 1978 w Planaltina) – brazylijski piłkarz, który występował na pozycji środkowego obrońcy. 
W latach 2000–2011 reprezentant Brazylii. Złoty medalista Mistrzostw Świata 2002, Pucharu Konfederacji 2005 i 2009. Uczestnik Mistrzostw Świata 2006 i 2010 oraz Copa América 2011.

## Kariera klubowa
Karierę piłkarską rozpoczął w 1996 od gry w juniorskim zespole Planaltina z miasta o tej samej nazwie. Po sezonie oddano go za darmo do juniorskiego zespołu CR Guary, w którym również nie zyskał zaufania trenerów. Jego talent dostrzegli dopiero włodarze i skauci Porto Alegre. Młody zawodnik już w pierwszym sezonie zdołał wystąpić w 11 meczach pierwszego zespołu.
W latach 1999–2000 pojawił się na boisku 39 razy, przy czym strzelił pięć goli. Jego forma przekonała działaczy Bayeru, aby wyłożyć za młodego Brazylijczyka około 8,5 mln euro. Zawodnik nie miał problemów z aklimatyzacją i szybko stał się ważnym zawodnikiem w Bayerze. Przez cztery lata gry na ligowych boiskach wystąpił 92 razy, strzelając 15 goli. Był już wtedy znany w Europie, ostatecznie przeszedł do klubu Bayern Monachium, a jego transfer kosztował ok. 12 mln euro. Już w pierwszym sezonie występów w nowej drużynie przyczynił się do zdobycia mistrzostwa i Pucharu Niemiec. W Bayernie strzelił zaledwie siedem goli przez pięć lat grania w Bundeslidze.
Latem 2009 roku sfinalizował transfer do Interu Mediolan, a kontrakt opiewał na ok. 8 mln euro. W swoim pierwszym sezonie występami w 30 ligowych spotkaniach przyczynił się do zdobycia przez klub mistrzostwa Włoch. Był również ważnym ogniwem zespołu w innych rozgrywkach, m.in. dzięki jego grze Inter zdobył pierwszą w swojej historii potrójną koronę. Mimo że kontrakt z Interem Mediolan obowiązywał go do 2014 roku, 30 czerwca 2012 roku za porozumieniem obu stron rozstał się z klubem. Wraz z zerwaniem kontraktu stał się wolnym zawodnikiem szukającym klubu. 4 lipca 2012 roku na zasadzie wolnego transferu przeszedł do Juventusu i podpisał dwuletni kontrakt obowiązujący do 30 czerwca 2014 roku. 17 grudnia 2012 roku rozwiązał kontrakt za porozumieniem stron, a już następnego dnia dołączył na zasadzie wolnego transferu do klubu São Paulo FC i podpisał z nim dwuletni kontrakt.

## Kariera reprezentacyjna
W reprezentacji Brazylii zadebiutował podczas meczu eliminacyjnego nr. 10 strefy CONMEBOL do Mistrzostw Świata 2002 wygranego przez Brazylię 1:0. Szybko zdobył zaufanie trenera i znalazł się w mistrzowskim składzie na Mundial w Korei i Japonii. W Azji zagrał wszystkie spotkania w pełnym wymiarze czasowym. Wyczyn ten osiągnął jeszcze tylko Marcos i Cafu. Na Mundialu 2006 w Niemczech pobił rekord, grając 386 minut bez faulu. Odpadł jednak wraz ze swoją reprezentacją w ćwierćfinale przegranym z Francuzami 0:1. Był także zawodnikiem w kadrze na Mundial 2010, gdzie Brazylia ponownie odpadła w 1/4, tym razem ulegając Holandii 1:2.

## Sukcesy

### Bayern Monachium
- Mistrzostwo Niemiec: 2004/2005, 2005/2006, 2007/2008
- Puchar Niemiec: 2004/2005, 2005/2006, 2007/2008
- Puchar Ligi Niemieckiej: 2004, 2007

### Inter Mediolan
- Mistrzostwo Włoch: 2009/2010
- Puchar Włoch: 2009/2010, 2010/2011
- Superpuchar Włoch: 2010
- Liga Mistrzów UEFA: 2009/2010
- Klubowe mistrzostwo świata: 2010

### Juventus
- Superpuchar Włoch: 2012

### Reprezentacyjne
- Mistrzostwo świata: 2002
- Puchar Konfederacji: 2005, 2009

### Wyróżnienia
- Drużyna sezonu Bundesligi: 2000/2001, 2001/2002, 2002/2003, 2003/2004, 2004/2005, 2005/2006[3]
- Drużyna sezonu European Sports Media: 2001/2002, 2005/2006, 2009/2010[4]
- Jedenastka Roku FIFA FIFPro: 2010[5]

## Życie prywatne
Jest żonaty z Dione, z którą ma troje dzieci: Victoria, Joao Vitor i Valentinna. Jest ewangelicznym chrześcijaninem i często mówi o tym, jak jego wiara wpływa na jego życie. Twierdzi, że w jego życiu najważniejszy jest Jezus Chrystus.